# ورزشگا ساوسالیتو
ورزشگا ساوسالیتو (اسپانیایی: Estadio Sausalito‎) یک ورزشگاه فوتبال در وینیا دل مار، شیلی است.
این ورزشگاه که در سال ۱۹۲۹ تأسیس شده دارای ۲۲٬۳۶۰ نفر ظرفیت می‌باشد و یکی از ورزشگاه‌های جام جهانی فوتبال ۱۹۶۲ بوده است.